# 西富田村
西富田村（にしとんだむら）は、和歌山県西牟婁郡にあった村。現在の白浜町大字堅田及び大字才野にあたる。

## 地理
- 海洋：太平洋、田辺湾
- 岬：羽山ノ鼻、長崎の鼻
- 河川：安久川

## 歴史
- 1889年（明治22年）4月1日 - 町村制の施行により、才野村及び堅田村の区域をもって、西富田村が発足する。
- 1955年（昭和30年）3月15日 - 田辺市に編入する。
- 1958年（昭和33年）7月1日 - 田辺市の区域の内、旧西富田村の区域にあたる堅田町及び才野町の区域が白浜町に編入される。

## 交通

### 鉄道路線
- 日本国有鉄道
  - 紀勢西線（現・紀勢本線）
    - 白浜口駅（現・白浜駅）

### 空港
現在は旧村域に南紀白浜空港の敷地の一部が所在するが、当時は未開港。